# 科莱恩斯普拉特
科莱恩斯普拉特是荷兰泽兰省的一个镇。